# Gamma (winkel)

Gamma te Amsterdam-Slotervaart

Gamma is een franchise-winkelketen van bouwmarkten in doe-het-zelf- en tuinartikelen, met 166 zaken in Nederland en 86 in België.

## Geschiedenis
De meeste Gamma-bouwmarkten zijn eigendom van verschillende franchise-ondernemers. Gamma is, samen met de bouwmarktketen Karwei, een winkelformule van Intergamma, waarvan Van Neerbos Bouwmarkten (VNB) tot 2018 met een aandeel van 49,8% de grootste franchisenemer in de Benelux was. De aandelenverkoop is onder de noemer Operation Guinness in 2018 afgerond. Van Neerbos Groep is een volledige dochtermaatschappij van de beursgenoteerde Ierse investeringsmaatschappij CRH. De tweede grote franchisenemer van Intergamma is de Franse Bourrelier Group (tot januari 2018 Bricorama geheten); deze heeft 75 Gamma- en Karwei-winkels. Het hoofdkantoor van de franchise-organisatie Intergamma staat in Leusden en telt 245 deelnemende Gamma-zaken (juni 2011); Van Neerbos Bouwmarkten heeft haar hoofdkantoor in Reeuwijk; Bourrelier heeft haar hoofdkantoor in Villiers-sur-Marne.
Anno 1996 waren er 33 Gamma-bouwmarkten in eigendom van de Van Neerbos Groep.
In 1996 werden de Wirichs-bouwmarkten in Beuningen, Deventer en Maastricht omgebouwd tot Gamma-bouwmarkten, waarmee het Duitse familiebedrijf Wirichs uit Nederland was verdwenen.
De eerste Gamma-bouwmarkt werd op 11 mei 1971 in Breda geopend. Volgens eigen zeggen is Gamma tegenwoordig marktleider in Nederland.

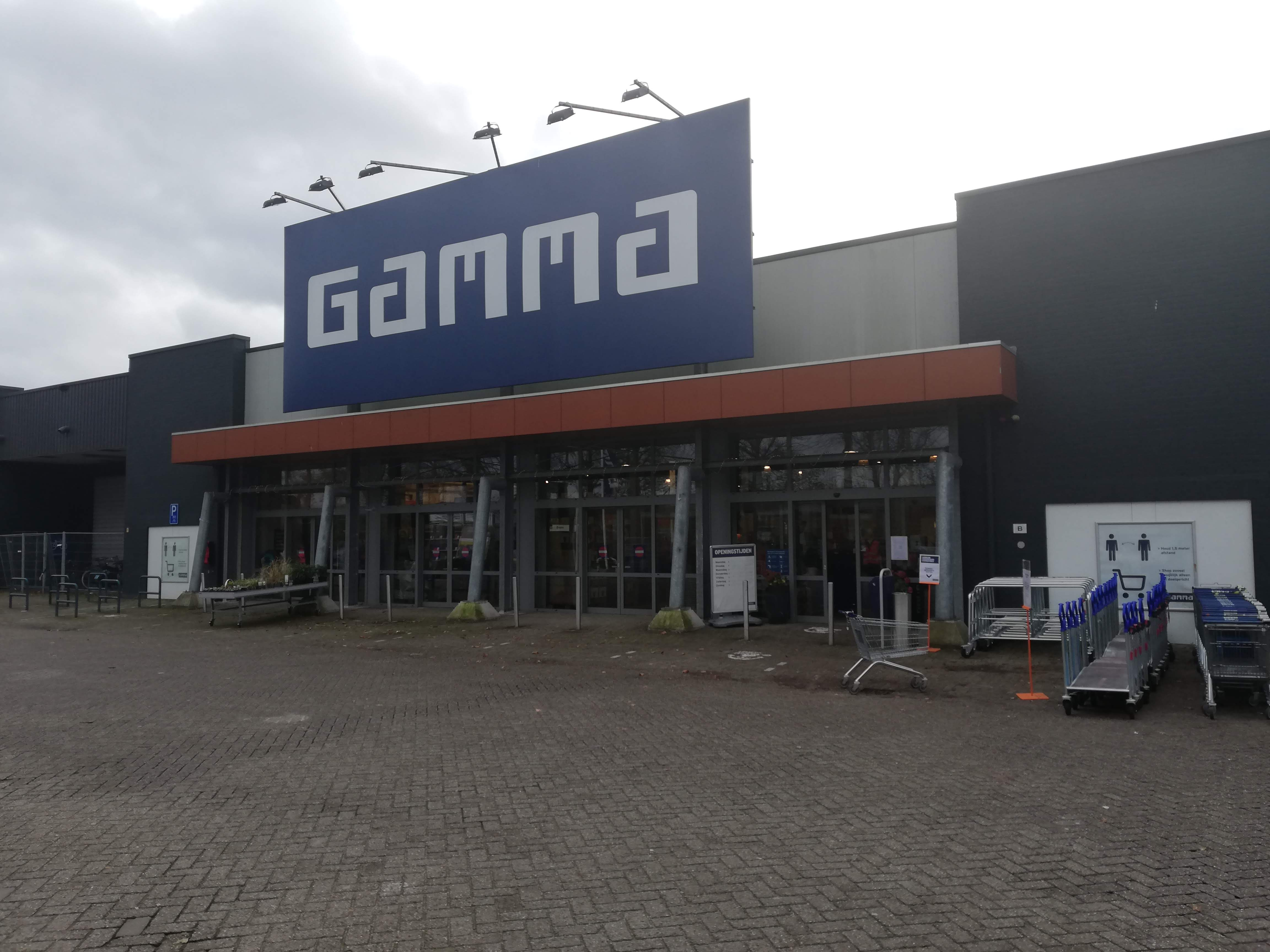
Gamma filiaal in Hoofddorp

## Concurrentiestrijd
Al jarenlang betwisten in Nederland de drie grote concerns (Gamma, Praxis, Hornbach) elkaars vestigingsplaatsen, door onder meer bezwaarschriften in te dienen bij de desbetreffende gemeente en rechtszaken aan te spannen, om zo de nieuwe vestiging van de concurrent zo lang mogelijk uitgesteld te krijgen.

## Marketing
Door reclame voor Gamma sinds 1994 op radio en televisie zijn de acteurs John Buijsman en Martin van Waardenberg bekende Nederlanders geworden. In Vlaanderen is Luk Wyns het gezicht (en vooral de stem) van deze keten.